# Волфганг II фон Льовенщайн
Волфганг II (I) фон Льовенщайн (на немски: Wolfgang II (I) von Löwenstein; * 6 март 1527; † 27 ноември 1571) от фамилията Льовенщайн-Вертхайм, е граф на Льовенщайн-Шарфенек (1541 – 1571), югозападно от Нойщат ан дер Вайнщрасе в Рейнланд-Пфалц.

## Живот
Той е най-големият син на граф Фридрих I фон Льовенщайн († 1541) и съпругата му Хелена фон Кьонигсег († 1566), дъщеря на фрайхер Йохан фон Кьонигсег († 1544) и Доротея (Анна) фон Валдбург († 1513). Техните наследници са графове на Льовенщайн. Внук е на граф Лудвиг I фон Льовенщайн (1463 – 1524) и Хелена фон Кьонигсег (1509 – 1566). Правнук е на курфюрст Фридрих I фон Пфалц (1425 – 1476) и втората му съпруга (морганатичен брак) Клара Тот (1440 – 1520). Брат е на граф Фридрих I (1528 – 1569), на граф Лудвиг III фон Льовенщайн-Вертхайм (1530 – 1611), на Албрехт (1536 – 1587) и на Емеренция (1531 – 1565), омъжена 1559 г. за Куно фон Винебург и Байлщайн.
Волфганг II се жени на 1 или 10 декември 1551 г. за Розалия/Розилия фон Хевен (* 1 януари 1530; † 13 октомври 1581), дъщеря на фрайхер Георг фон Хевен († 1542, убит в битка с турците) и съпругата му Елизабет фон Хоенлое-Нойенщайн († 1536/1540), вдовицата на чичо му граф Волфганг фон Льовенщайн († 1512).
През 1552 г. от рода Льовенщайн-Вертхайм се отделя страничната линия „Льовенщайн-Шарфенек“, към която принадлежат господството Шарфенек, господството Хабицхайм (в Оденвалд) и службата Абщат.
Граф Волфганг II умира на 27 ноември 1571 г. на 41 години.

## Деца
Волфганг II и Розилия имат три деца:
- Хайнрих фон Льовенщайн-Шарфенек (* 29 юли 1553; † 2 януари 1581), граф на Льовенщайн-Шарфенек (1571 – 1581)
- Волфганг II фон Льовенщайн-Шарфенек (III) (* 19 август 1555; † 28 ноември 1596, Ландау), граф на Льовенщайн-Шарфенек-Хоентринс (1581 – 1596), женен на 18 октомври 1585 г. за Катарина Анастасия фон Валдек-Айзенберг (* 20 март 1566; † 8 февруари 1635)
- Елизабет фон Льовенщайн-Шарфенек (* 7 януари 1557; † 9 март 1559)